# Open Up and Say... Ahh!
| 전문가 평가      | 전문가 평가 |
| 평가 점수        | 평가 점수   |
| 출처             | 점수        |
| ---------------- | ----------- |
| Allmusic         | [ 7 ]       |
| Robert Christgau | B+          |
| Rolling Stone    | [ 9 ]       |

《Open Up and Say... Ahh!》는 1988년 5월 3일, 에니그마 레코드를 통해 발매된 미국의 글램 메탈 밴드 포이즌의 두 번째 스튜디오 음반이다. 이 음반은 이 밴드의 가장 성공적인 발매로 증명되었고, 4개의 히트 싱글인 〈Nothing' But a Good Time〉, 〈Fallen Angel〉, 〈Your Mama Don't Dance〉 (로긴스 앤 메시나 커버)와 현재까지 그들의 유일한 1위 싱글인 〈Every Rose Has Its Thorn〉을 발매했다. 이 음반은 미국 빌보드 200에서 2위로 정점을 찍었다.
미국 음반 산업 협회는 1988년에 플래티넘 인증을, 1991년에 5배 플래티넘 인증을 받았다. 또한 캐나다에서 4배 플래티넘 인증을 받았으며, 영국 축음기 협회에 의해 골드 인증을 받았다.

## 제작 및 마케팅
이 음반은 로스앤젤레스의 콘웨이 레코딩 스튜디오에서 녹음되고 혼합되었다. 키스의 폴 스탠리(그의 노래 〈Rock and Roll All Nite〉는 그 전 해에 포이즌에 의해 커버되었다)는 원래 음반 제작자로 선정되었으나 스케줄 문제로 인해 역할을 수행할 수 없었다. 대신, 이 밴드는 톰 워먼과 함께 작업했다. 워먼은 경험이 풍부한 록 프로듀서였으며, 테드 뉴전트, 칩 트릭, 트위스티드 시스터, 머틀리 크루와 같은 아티스트들과 작업했다.
이 음반에 이어 밴드의 첫 번째 비디오 모음집인 《Sight for Saire Ears》가 발매되었는데, 이는 《Open Up and Say... Ahh!》과 《Look What the Cat Dragged In》의 모든 뮤직 비디오를 특징으로 했다.

## 커버 아트
혀가 튀어나온 야광의 붉은 악마 복장을 한 모델 밤비가 등장한 이 음반의 원래 앞면 커버는 부모 단체들 사이에서 논란을 일으켰다. 밴드는 모델의 눈만 보이도록 커버를 바꿨다.

## 배경
보컬리스트 브렛 마이클스는 로스앤젤레스 스트리퍼와의 실패한 사랑에 대한 반응으로 밴드의 가장 성공적인 싱글 〈Every Rose Has Its Thorn〉을 작곡했다고 한다. 포이즌은 텍사스주 댈러스에 있는 더 리츠라는 카우보이 바에서 놀고 있었다. 쇼가 끝난 후, 마이클스는 그녀의 아파트에 있는 여자에게 전화를 했고, 배경에서 남자의 목소리를 들었다. 상심한 그는 빨래방에서 통기타로 곡을 썼다.

## 곡 목록
모든 곡들은 특별한 언급이 없는 한 브렛 마이클스, C.C. 데빌, 보비 댈 그리고 리키 로켓에 의해 작사/작곡하였다.
| #   | 제목                          | 작사·작곡              | 재생 시간 |
| --- | ----------------------------- | ---------------------- | --------- |
| 1.  | 〈Love on the Rocks〉         |                        | 3:33      |
| 2.  | 〈Nothin' But a Good Time〉   |                        | 3:43      |
| 3.  | 〈Back to the Rocking Horse〉 |                        | 3:34      |
| 4.  | 〈Good Love〉                 |                        | 2:51      |
| 5.  | 〈Tearin' Down the Walls〉    |                        | 3:50      |
| 6.  | 〈Look but You Can't Touch〉  |                        | 3:25      |
| 7.  | 〈Fallen Angel〉              |                        | 3:56      |
| 8.  | 〈Every Rose Has Its Thorn〉  |                        | 4:20      |
| 9.  | 〈Your Mama Don't Dance〉     | 케니 로긴스, 짐 메시나 | 3:00      |
| 10. | 〈Bad to Be Good〉            |                        | 4:03      |

## 인증
| 국가                       | 인증        | 판매량/출하량 |
| -------------------------- | ----------- | ------------- |
| 오스트레일리아 (ARIA)      | 3× 플래티넘 | 210,000^      |
| 캐나다 (뮤직 캐나다)       | 4× 플래티넘 | 400,000^      |
| 뉴질랜드 (RMNZ)            | 플래티넘    | 15,000^       |
| 영국 (BPI)                 | 골드        | 100,000^      |
| 미국 (RIAA)                | 5× 플래티넘 | 5,000,000^    |
| ^출하량을 기반으로 한 인증 |             |               |